# Lebesgue-Zerlegung (Funktionen)
Die Lebesgue-Zerlegung einer reellen Funktion ist eine maßtheoretische Aussage, die eine Funktion in drei Funktionen mit klar definierten Eigenschaften zerlegt. Ein Spezialfall hiervon ist der Darstellungssatz aus der Stochastik. Er zerlegt Wahrscheinlichkeitsmaße auf {\displaystyle \mathbb {R} } über die Lebesgue-Zerlegung der Verteilungsfunktion auf eindeutige Weise in eine absolut stetigen, eine diskreten und einen stetigsingulären Teil.
Die Aussage wurde von Henri Léon Lebesgue 1904 gezeigt.

## Aussage
Es sei {\displaystyle \beta } das Lebesgue-Borel-Maß. Gegeben sei eine monoton wachsende, rechtsseitig stetige Funktion
{\displaystyle F\colon \mathbb {R} \to \mathbb {R} }.
Dann ist {\displaystyle F} {\displaystyle \beta }-fast überall differenzierbar und es bezeichne {\displaystyle F'} die {\displaystyle \beta }-fast überall definierte Ableitung.
Dann gilt: es existiert eine eindeutige Zerlegung
{\displaystyle F=A+S+D},
so dass
- {\displaystyle A(0)=0} ist und {\displaystyle A} eine monoton wachsende absolut stetige Funktion ist.
- {\displaystyle S(0)=0} und {\displaystyle S} eine monoton wachsende singuläre Funktion ist.
- {\displaystyle D} eine monoton wachsende, rechtsseitig stetige Sprungfunktion ist

Für die zugehörigen Lebesgue-Stieltjes-Maße {\displaystyle \mu _{F}} bzw. {\displaystyle \mu _{A},\mu _{S},\mu _{D}} gilt dann
{\displaystyle \mu _{F}=\mu _{A}+\mu _{S}+\mu _{D}}.
Des Weiteren gilt:
- {\displaystyle \mu _{D}} ist der rein atomare Anteil von {\displaystyle \mu _{F}}
- {\displaystyle \mu _{A}+\mu _{S}} ist der atomlose Anteil von {\displaystyle \mu _{F}}.
- {\displaystyle \mu _{A}} ist absolut stetig bezüglich des Lebesgue-Borel-Maßes {\displaystyle \beta } und besitzt die Radon-Nikodym-Dichte {\displaystyle F'} bezüglich des Lebesgue-Borel-Maßes. Es gilt also für messbare {\displaystyle M}

{\displaystyle \mu _{A}(M)=\int _{M}F'\mathrm {d} \beta }.
- {\displaystyle \mu _{S}} ist singulär bezüglich des Borel-Maßes.

## Darstellungssatz
Direkt aus der Lebesgue-Zerlegung folgt der Darstellungssatz. Dabei werden die Normierungsbedingungen {\displaystyle A(0)=S(0)=0} fallen gelassen, da Verteilungsfunktionen im Sinne der Stochastik schon über die Bedingungen {\displaystyle \lim _{x\to -\infty }F(x)=0} und {\displaystyle \lim _{x\to \infty }F(x)=1} festgelegt sind. Die Aussage lautet dann:
Gegeben sei ein Wahrscheinlichkeitsmaß {\displaystyle P} auf {\displaystyle \mathbb {R} } mit Verteilungsfunktion {\displaystyle F}. Dann gibt es eindeutig bestimmte Zahlen {\displaystyle a_{1},a_{2},a_{3}\geq 0} mit {\displaystyle a_{1}+a_{2}+a_{3}=1}, so dass
{\displaystyle F=a_{1}A+a_{2}S+a_{3}D}.
Hierbei ist
- {\displaystyle A} die Verteilungsfunktion einer absolutstetigen Wahrscheinlichkeitsverteilung
- {\displaystyle S} die Verteilungsfunktion einer stetigsingulären Wahrscheinlichkeitsverteilung und
- {\displaystyle D} die Verteilungsfunktion einer diskreten Wahrscheinlichkeitsverteilung.

Jeder Wahrscheinlichkeitsverteilung kann also eindeutig in einen stetigen, eine diskreten und einen stetigsingulären Anteil aufgespalten werden.